# Albondón
Albondón è un comune spagnolo di 797 abitanti situato nella comunità autonoma dell'Andalusia.